# Смит, Уильям (пловец)
Уильям «Билл» Мелвин Смит мл. (англ. William "Bill" Melvin Smith, Jr.; 16 мая 1924, Гонолулу, Гавайи, США — 8 февраля 2013, там же) — американский пловец, двукратный чемпион летних Олимпийских игр в Лондоне (1948).

## Биография
В юности выступал за спортивное общество Alexander Community Association Team в Ваилуку. Затем поступил в Университет Огайо и стал выступать за клуб Ohio State Buckeyes. Во время Второй мировой войны служил в рядах ВМФ США.
Установил семь мировых рекордов; за свою карьеру выиграл 14 титулов чемпиона США и 6 — NCAA. На летних Олимпийских играх в Лондоне (1948) выиграл две золотые медали: на дистанции 400 м вольным стилем ив эстафете 4×200 м вольным стилем (с новым мировым рекордом — 8:46.0).
По окончании Университета Огайо стал капитаном сборной по серфингу на Вайкики-Бич, был тренером по плаванию в Гавайском университете и в течение 25 лет — директором по безопасности департамента парков и отдыха Гонолулу, отвечая за подготовку спасателей. Одновременно вел платные занятия по плаванию в Kamehameha Swim Club.
В 1966 г. был введен в Международный зал Славы водных видов спорта.